# Francisco de la Cueva y Guzmán
Francisco de la Cueva Sandoval y Guzmán (Lima, 1626 - ?) fue un militar, funcionario colonial y noble criollo en el Virreinato del Perú. Se le concedió el marquesado de Santa Lucía de Conchán.
Sus padres fueron el capitán Juan de la Cueva Enríquez, de la Casa de Alburquerque, y María Magdalena de Sandoval Guzmán y Rodríguez de Figueroa. Tempranamente investido con el hábito de caballero de la Orden de Calatrava (18 de octubre de 1636), la ceremonia congregó, en la iglesia de Nuestra Señora de Monserrate, a "todos los caballeros y damas de esta corte" (según Suardo).
Fue maestre de campo del tercio de Lima; y elegido alcalde ordinario de Lima en dos oportunidades (1652-1653 y 1673). Heredó el señorío de la Canaleja, anexo al mayorazgo fundado por su abuelo en Jerez de la Frontera; y se le distinguió con el título de Marqués de Santa Lucía de Conchán (12 de junio de 1683).
De su matrimonio con la limeña Leonor de Cárdenas Mendoza y de los Ríos Berriz (ca. 1622-1658), hija del encomendero de Checras Manuel de Cárdenas Mendoza y Vera Rodríguez, tuvo como único hijo a:
- Juan de la Cueva y Cárdenas Mendoza, quien murió antes que su padre, pero dejó dos hijas: Constanza y Leonor, quienes serían las siguientes marquesas.

| Predecesor: Pedro de la Cueva     | Alcalde ordinario de Lima Primer voto 1652 - 1653 | Sucesor: Pedro José de Castro Isásaga |
| Predecesor: José de Vega y Rinaga | Alcalde ordinario de Lima Segundo voto 1673       | Sucesor: Juan de Castilla y Alarcón   |

## Nota
1. ↑  Ficha personal en Geneanet